# ATC 코드 H
ATC 코드 H는 ATC 코드에 따른 성호르몬 및 인슐린을 제외한 전신성 호르몬제제로 사용되는 약물을 정리한 코드이다.

동물용 의약품을 위한 코드(ATCvet 코드)의 경우 인체의약품 코드 앞에 Q가 들어가게 된다. 예 : QH.

## 같이 보기
- 인슐린